# Global Wars (2014)
Pour les articles homonymes, voir Global Wars.
Global Wars (2014) est une émission de télévision à la carte de catch produite par la Ring of Honor (ROH) et par la New Japan Pro Wrestling (NJPW), qui fut disponible uniquement en ligne et par Ustream. Elle se déroula le 10 mai 2014 au Ted Reeve Arena à Toronto en Ontario au Canada. Il s'agit de la 3e édition de Global Wars de l'histoire de la ROH. C'est également le premier événement à être produit par ces deux fédérations.

## Contexte
Les spectacles de la Ring of Honor et de la New Japan Pro Wrestling en paiement à la séance sont constitués de matchs aux résultats prédéterminés par les scénaristes de la ROH et de la NJPW. Ces rencontres sont justifiées par des storylines - une rivalité avec un catcheur, la plupart du temps - ou par des qualifications survenues au cours de shows précédant l'évènement. Tous les catcheurs possèdent un gimmick, c'est-à-dire qu'ils incarnent un personnage face (gentil) ou heel (méchant), qui évolue au fil des rencontres. Un pay-per-view comme Global Wars est donc un événement tournant pour les différentes storylines en cours.

### Adam Cole vs. Kevin Steen
Le 20 mars, Kevin Steen est annoncé comme le challenger pour le ROH World Championship et affronterait le vainqueur du Ladder War V match pour le titre mondial. Lors de Supercard of Honor VIII, Adam Cole bat Jay Briscoe dans le match de l'échelle et conserve son titre. Le lendemain, Adam Cole, Mike Bennett et Matt Hardy battent Kevin Steen et The Briscoe Brothers.

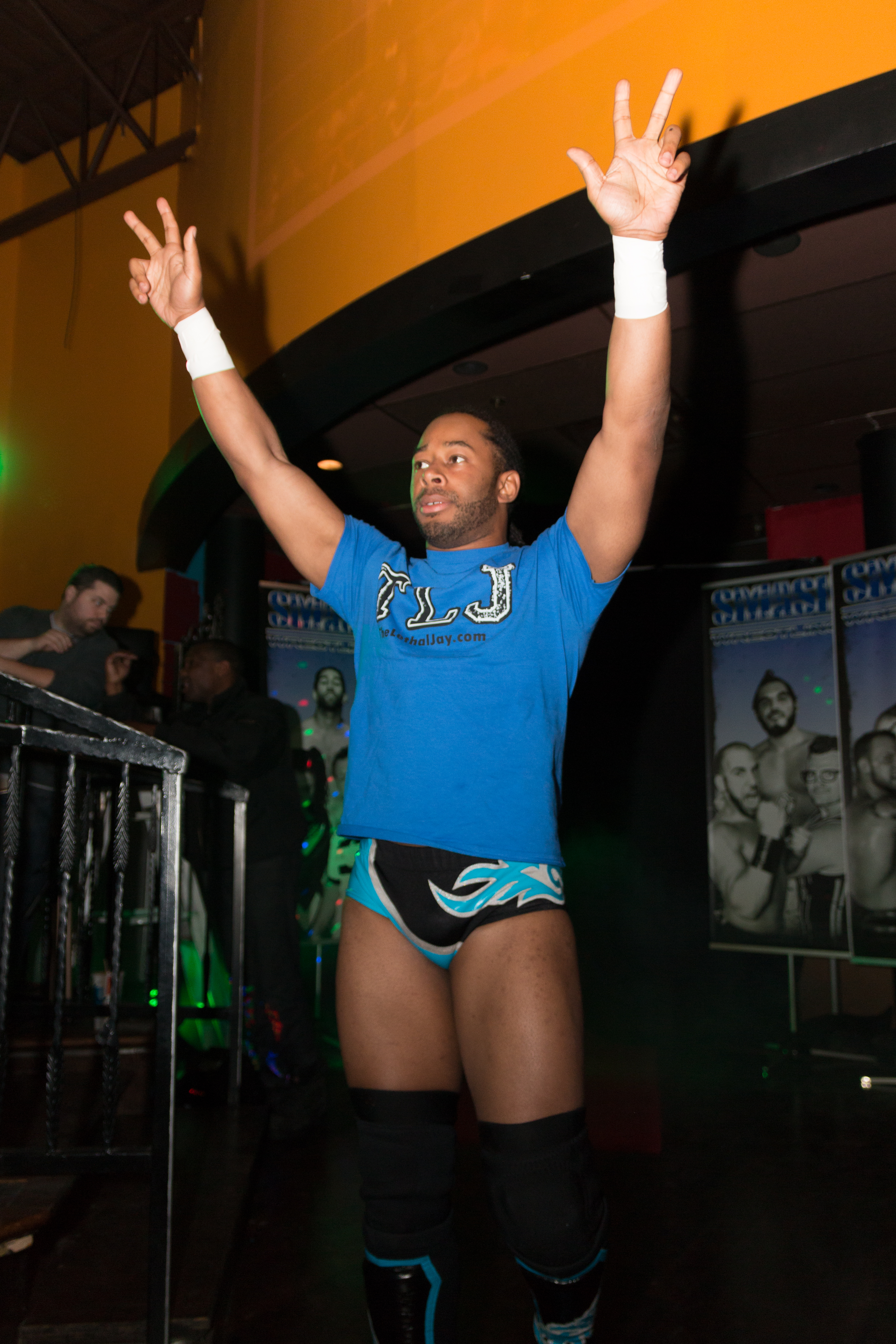
Jay Lethal devra faire face à trois autres adversaires pour défendre son ROH World Television Championship.

### Jay Lethal vs. Tommaso Ciampa vs. Matt Taven vs. Silas Young
À la suite de la perte du ROH World Television Championship contre Tommaso Ciampa, Matt Taven est entré en guerre avec son ancien manager Truth Martini. Cela l'a entraîné par la suite à effectuer quelques matchs face à Silas Young. Le 4 avril, lors de Supercard of Honor VIII, Jay Lethal remporte le ROH TV Title dans un 2 out of 3 falls face à Tommaso Ciampa avec l'aide de Truth Martini. Le lendemain, Jay Lethal bat Alex Koslov par disqualification après une intervention de Matt Taven. Le 19 avril, Tommaso Ciampa et Matt Taven interviennent après un match de Jay Lethal. Un match de championnat est ensuite organisé entre ces trois lutteurs mais Lethal attaque Ciampa avant le match. Taven s'en prend à Lethal mais Truth Martini intervient à son tour.

### Young Bucks vs. Forever Hooligans vs. Time Splitters
Le 1er mai, Forever Hooligans et Kazuchika Okada battent Bullet Club, composé des Young Bucks et de Bad Luck Fale. Le 3 mai, lors de Wrestling Dontaku 2014, les Young Bucks battent Forever Hooligans et conservent leurs IWGP Junior Heavyweight Tag Team Championship. La NJPW a annoncé que les Young Bucks défendraient leurs titres le 10 mai à nouveau contre Forever Hooligans et contre Time Splitters dans un Three Way Tag Team match.

## Matchs
| #                                                                | Matchs, | Stipulation                                                                     | Durée |
| ---------------------------------------------------------------- | --- | ------------------------------------------------------------------------------- | ----- |
| Dark                                                             | Tadarius Thomas (avec Jimmy Jacobs) bat The Romantic Touch | Match simple                                                                    |       |
| 1                                                                | Michael Bennett (avec Maria Kanellis) bat ACH | Match simple                                                                    | 8:00  |
| 2                                                                | Michael Elgin bat Takaaki Watanabe | Match simple                                                                    | 6:40  |
| 3                                                                | Briscoe Brothers (Jay Briscoe & Mark Briscoe) battent reDRagon (Bobby Fish & Kyle O'Reilly) et The Decade (B.J. Whitmer & Jimmy Jacobs) (avec Tadarius Thomas et Roderick Strong) | Three Way Tag Team match                                                        | 7:55  |
| 4                                                                | Cedric Alexander bat Roderick Strong | Match simple The Decade bannie des abords du ring                               | 14:20 |
| 5                                                                | The Young Bucks (Nick Jackson & Matt Jackson) (c) battent Forever Hooligans (Alex Koslov & Rocky Romero) et Time Splitters (Alex Shelley & KUSHIDA)                               | Three Way Tag Team match pour les IWGP Junior Heavyweight Tag Team Championship | 12:38 |
| 6                                                                | Hiroshi Tanahashi & Jushin Thunder Liger battent Shinsuke Nakamura & Jado (en) | Tag Team match                                                                  | 11:28 |
| 7                                                                | Jay Lethal (c) (avec Truth Martini) bat Matt Taven, Tommaso Ciampa et Silas Young                                                                                                 | Four Corner Survival match pour le ROH World Television Championship            | 8:00  |
| 8                                                                | Bullet Club (A.J. Styles & Karl Anderson) vs. Kazuchika Okada & Gedo | Tag Team match                                                                  | 11:22 |
| 9                                                                | Adam Cole (c) vs. Kevin Steen | Match simple pour le ROH World Championship                                     | 19:38 |
| (c) désigne le(s) champion(s) défendant son titre dans le match. | |                                                                                 |       |